# Вюстенъерихов
Вюстенъерихов (нем. Wüstenjerichow) — деревня в Германии, в земле Саксония-Анхальт, входит в район Йерихов в составе городского округа Мёккерн.
Население составляет 111 человек (на 31 декабря 2014 года). Занимает площадь 21,43 км².

## История
Первое упоминание о поселении относится к 1285 году, и встречается с названием Гаргове (нем. Gargowe). Современное название было получено в 1459 году.
До 31 декабря 2009 года образовывала собственную коммуну, куда также входила усадьба Вальдрогезен, расположенная северо-западнее.
1 января 2010 года, после проведённых реформ, Вюстенъерихов вошла в состав городского округа Мёккерн в качестве района. В этот район также вошёл и Вальдрогезен.